# جائومه فورت
جائومه فورت (اسپانیایی: Jaume Fort‎؛ زادهٔ ۲۵ ژوئیهٔ ۱۹۶۶) بازیکن هندبال اهل اسپانیا بود.